# پیله‌گاه
پیله‌گاه (به لاتین: Bilgəh) یکی از شهرهای جمهوری آذربایجان است که از توابع شهر باکو است. جمعیت این شهر در سرشماری سال ۲۰۱۱ میلادی، ۸۲۰۰ نفر بود.
نام این شهر از دو واژه پیله به معنی پیله کرم ابریشم و گاه که پسوند مکان است تشکیل شده است.